# كأس سلوفينيا 2000–01
كأس سلوفينيا 2000–01 هو موسم من كأس سلوفينيا. كان عدد الأندية المشاركة فيه 32، وفاز فيه نادي غوريتسا.